# Муфта кабельна

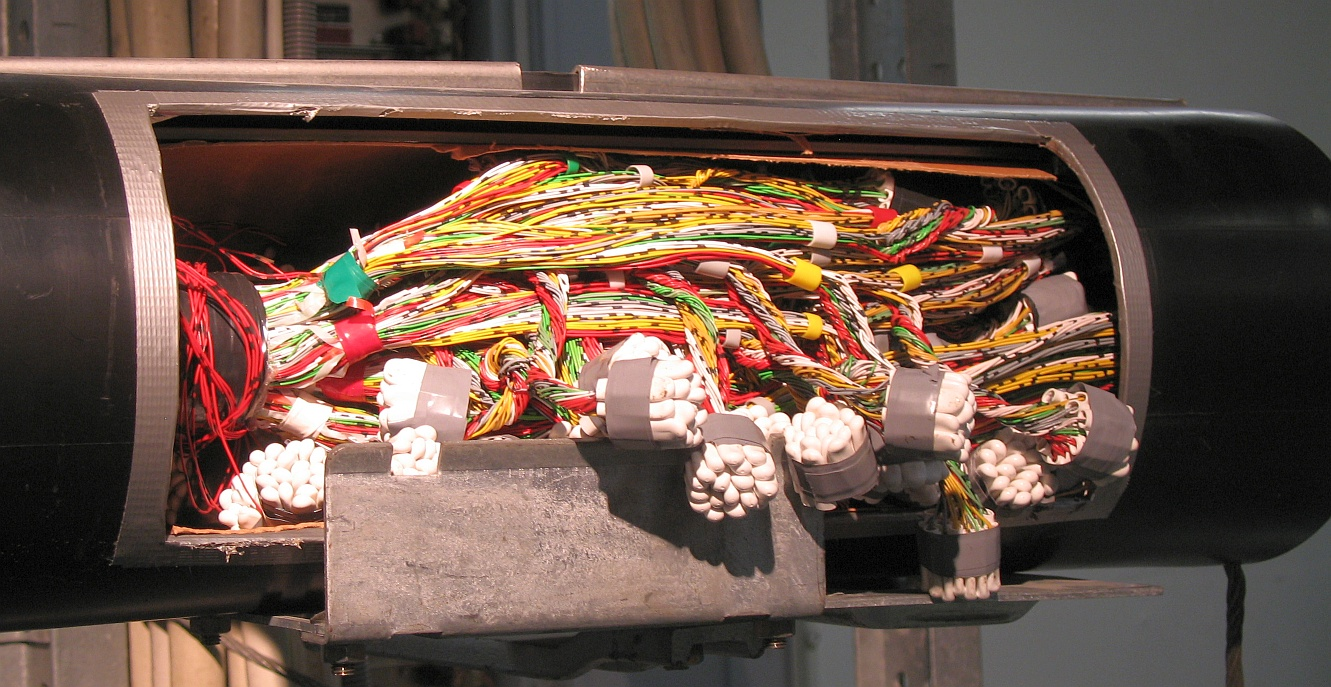
Муфта телефонного кабелю. Мідні провідники сполучаються індивідуальними затискачами

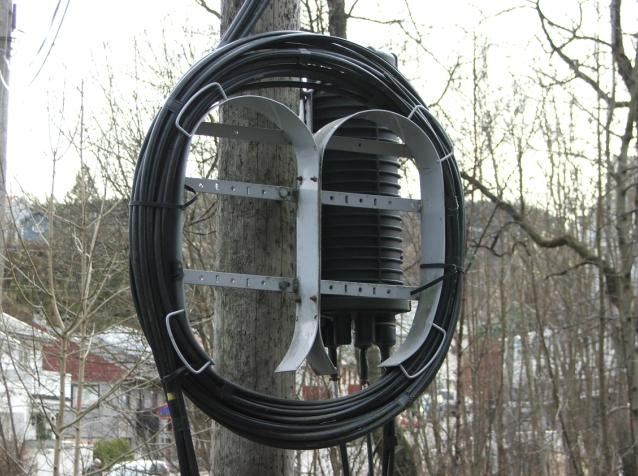
Муфта оптичного кабелю

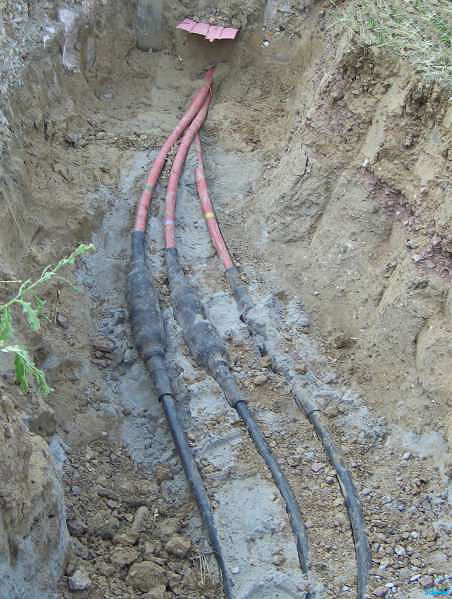
Муфти для з'єднання високовольтних кабелів

Му́фта ка́бельна (англ. muff, box junction, coupling, clutch; нім. Muffe f, Kupplung f, Hülse f) — пристрій, для механічного та електричного (оптичного) сполучення електричних (оптичних) кабелів у кабельну лінію, а також, для забезпечення підведення кабелів до електроустаткування, споруд, ліній електропередачі та ліній зв'язку. Під кабельною муфтою розуміють комплект деталей і матеріалів, котрі забезпечують електричну (оптичну), конструктивну і механічну цілісність кабелю.

## Класифікація
Кабельні муфти за призначенням бувають:
- сполучні;
- відгалужувальні;
- кінцеві (приєднувальні).

Конструкція і арматура кабельних муфт залежать від призначення, умов експлуатації (напруги, частоти, кліматичних умов і т.д.), типу та конструктивних особливостей кабелю.
Усі види кабельних муфт за умовами використання можна розділити на
- кабельні муфти ліній електропостачання, що у свою чергу призначені для силових та високовольтних ліній;
- муфти кабелів зв'язку:
  - з мідними жилами;
  - з оптичними волокнами.

## Муфти ліній електропостачання
Найпростіші кабельні муфти на напругу до 1 кВ мають чавунний або сталевий корпус, заповнений бітумінозною масою для ізоляції місця з'єднання кабелів від заземлених стінок. Перспективні литі кабельні муфти з епоксидних компаундів, котрі значно спрощують конструкцію і монтаж та зменшують масу і розміри муфти. Сполучні муфти на напругу 6...35 кВ можуть укладатись у водонепроникний кожух зі свинцю (до 10 кВ) або латуні (до 35 кВ). При прокладанні в землі кабельну муфту поміщають в чавунний захисний корпус. Часто використовуються муфти з полімерних матеріалів (поліаміду та поліаміду, армованого скловолокном), через дороговизну та складніший монтаж металевих муфт. Для запобігання переміщенню просочувального складу в кабелі на похилих ділянках траси застосовують стопорні муфти — різновид сполучної муфти. Високовольтні сполучні, стопорні і кінцеві кабельні муфти на напругу до 110...500 кВ — досить складні електротехнічні пристрої, досягають 2,5...6 м у довжину і до 0,6 м у діаметрі.

## Муфти кабелів зв'язку
Муфта ліній зв'язку являє собою захищений від дії навколишнього середовища герметичний корпус, призначений для організації мідних або оптоволоконних з'єднань в зовнішніх мережах для розміщення:  у повітрі, в каналізації, та безпосередньо в ґрунті. Для приєднання у зовнішніх електроустановках кабелів із просоченою паперовою ізоляцією при переході кабельних ліній на повітряні лінії електропередач застосовуються щоглові муфти.